# Верхняя Летняя
Верхняя Летняя — река в России, протекает по Парабельскому району Томской области. Устье реки находится в 44 км от устья реки Берёзовки по левому берегу. Длина реки составляет 15 км.

## Данные водного реестра
По данным государственного водного реестра России относится к Верхнеобскому бассейновому округу, водохозяйственный участок реки — Кеть, речной подбассейн реки — бассейн притоков (Верхней) Оби от Чулыма до Кети. Речной бассейн реки — (Верхняя) Обь до впадения Иртыша.
Код объекта в государственном водном реестре — 13010600112115200028259.

## Топографическая карта
- Лист карты O-44-V. Масштаб: 1 : 200 000. Состояние местности на 1983 год. Издание 1988 г.